# واکنش اسکراپ
واکنش اسکراپ (انگلیسی: Skraup reaction) یک واکنش شیمیایی در شیمی آلی جهت فرآوری کوینولین‌ها است. این واکنش به افتخار شیمیدان اهل جمهوری چک زدنکو هانس اسکراپ نامگذاری شده‌است. در یک مثال ساده از این واکنش آنیلین با حرارت دادن در حضور سولفوریک اسید، گلیسرول و یک عامل اکسنده مانند نیتروبنزن به کوینولین تبدیل می‌شود.